# Pablo Mattos
Pablo Francisco Mattos (Villa Celina, Provincia de Buenos Aires, Argentina; 23 de marzo de 1990) es un futbolista argentino. Juega como mediocampista central y su primer equipo fue Quilmes. Actualmente se encuentra sin club.

## Clubes
| Club                  | País      | Año       |
| --------------------- | --------- | --------- |
| Quilmes               | Argentina | 2009-2011 |
| Sarmiento de Junín    | Argentina | 2011-2012 |
| Quilmes               | Argentina | 2012-2013 |
| Unión de Santa Fe     | Argentina | 2013-2015 |
| Ferro de General Pico | Argentina | 2016      |
| Tristán Suárez        | Argentina | 2016-2017 |
| Sacachispas           | Argentina | 2018-2019 |

### Estadísticas
- Actualizado al 30 de junio de 2019

| Club                     | Div.                | Temporada           | Liga | Liga | Copa Nacional | Copa Nacional | Copa Internacional | Copa Internacional | Total | Total |
| Club                     | Div.                | Temporada           | PJ   | G    | PJ            | G             | PJ                 | G                  | PJ    | G     |
| ------------------------ | ------------------- | ------------------- | ---- | ---- | ------------- | ------------- | ------------------ | ------------------ | ----- | ----- |
| Sarmiento (J) Argentina  |                     |                     |      |      |               |               |                    |                    |       |       |
| 3.ª                      | 2011/12             | 7                   | 0    | 2    | 0             | -             | -                  | 9                  | 0     |       |
| Total                    | Total               | 7                   | 0    | 2    | 0             | -             | -                  | 9                  | 0     |       |
| Quilmes Argentina        |                     |                     |      |      |               |               |                    |                    |       |       |
| 1.ª                      | 2012/13             | 8                   | 0    | 2    | 0             | -             | -                  | 10                 | 0     |       |
| Total                    | Total               | 8                   | 0    | 2    | 0             | -             | -                  | 10                 | 0     |       |
| Unión Argentina          |                     |                     |      |      |               |               |                    |                    |       |       |
| 2.ª                      | 2013/14             | 10                  | 0    | 0    | 0             | -             | -                  | 10                 | 0     |       |
| 2.ª                      | 2014                | 0                   | 0    | -    | -             | -             | -                  | 0                  | 0     |       |
| 1.ª                      | 2015                | 0                   | 0    | 0    | 0             | -             | -                  | 0                  | 0     |       |
| Total                    | Total               | 10                  | 0    | 0    | 0             | -             | -                  | 10                 | 0     |       |
| Ferro (GP) Argentina     |                     |                     |      |      |               |               |                    |                    |       |       |
| 3.ª                      | 2016                | 0                   | 0    | -    | -             | -             | -                  | 0                  | 0     |       |
| Total                    | Total               | 0                   | 0    | -    | -             | -             | -                  | 0                  | 0     |       |
| Tristán Suárez Argentina |                     |                     |      |      |               |               |                    |                    |       |       |
| 3.ª                      | 2016/17             | 9                   | 0    | -    | -             | -             | -                  | 9                  | 0     |       |
| Total                    | Total               | 9                   | 0    | -    | -             | -             | -                  | 9                  | 0     |       |
| Sacachispas Argentina    |                     |                     |      |      |               |               |                    |                    |       |       |
| 3.ª                      | 2018/19             | 3                   | 0    | -    | -             | -             | -                  | 3                  | 0     |       |
| Total                    | Total               | 3                   | 0    | -    | -             | -             | -                  | 3                  | 0     |       |
| Total en su carrera      | Total en su carrera | Total en su carrera | 37   | 0    | 4             | 0             | -                  | -                  | 41    | 0     |

## Palmarés

### Campeonatos nacionales
| Título                  | Club               | País      | Año  |
| ----------------------- | ------------------ | --------- | ---- |
| Primera B Metropolitana | Sarmiento de Junín | Argentina | 2012 |